# Yolanda Griffith
Yolanda Griffith, född den 1 mars 1970 i Chicago, Illinois, är en amerikansk basketspelare som tog tog OS-guld 2004 i Aten. Detta var USA:s tredje OS-medalj i dambasket i rad. Hon var även med och tog OS-guld 2000 i Sydney.